# إنديانابوليس 500 سنة 1920
سباق إنديانا بوليس -500 ميل 1920 أقيم في حلبة إنديانابوليس موتور سبيدواي في 31 مايو 1920 وفاز في السباق غاستون شيفروليه من فريق شركة وليام الصغيرة بمتوسط سرعة 88.618 ميل/س (142.617 كم/س).
وكان أول المنطلقين رالف دي بالما بسرعة 99.150 ميل/س (159.566 كم/س).